# 1905 en sport automobile
Chronologie du Sport automobile
1904 en sport automobile - 1905 en sport automobile - 1906 en sport automobile
Les faits marquants de l'année 1905 en Sport automobile

## Par mois

### Janvier
- 24 janvier : à Daytona Beach, Arthur MacDonald établit un nouveau record de vitesse terrestre : 168,42 km/h.

### Juillet
- 5 juillet : Coupe automobile Gordon Bennett

### Août
- 7 Août : Circuit des Ardennes

### Décembre
- 30 décembre : à Arles, Victor Hémery établit un nouveau record de vitesse terrestre : 175,44 km/h.

## Naissances
- 27 février : Jean Claude Marie Trévoux, pilote de rallye français,  4 victoires au Rallye Monte-Carlo (une comme copilote, les trois  comme pilote). († 29 octobre 1981).
- 1er avril : Eugenio Siena, pilote automobile italien de courses sur voitures de sport et de Grand Prix durant l'entre-deux-guerres. († 15 mai 1938).
- 15 août : Manfred von Brauchitsch, pilote automobile allemand, légendaire pilote Mercedes dans les années 1930. († 5 février 2003).

- 27 juillet : Georges Paul Auguste Grignard, pilote français de course automobile, († 7 décembre 1977).
- 5 novembre : Louis Rosier, pilote automobile français. († 26 octobre 1956).